# Panda (motorfiets)
Panda is een historisch Italiaans merk dat begin jaren tachtig een 125 cc trialmotor produceerde. Het motorblok was van Franco Morini. 